# Stinchcombe
Pour les articles homonymes, voir Stinchcombe (homonymie).
Stinchcombe est une paroisse civile et un village du Gloucestershire, en Angleterre.